# Naas (Irlandia)
Naas (irl. Nás na Ríogh) – miasto w Irlandii, w hrabstwie Kildare, liczy 20 713 mieszkańców (2011). Miasto jest położone 30 km od stolicy Irlandii, Dublina.

## Miasta partnerskie
- Allaire, Francja
- Casalattico, Włochy
- Dillingen an der Donau, Niemcy
- Omaha, Stany Zjednoczone
- St David’s, Wielka Brytania